# Heinrich Blume (Schauspieler)

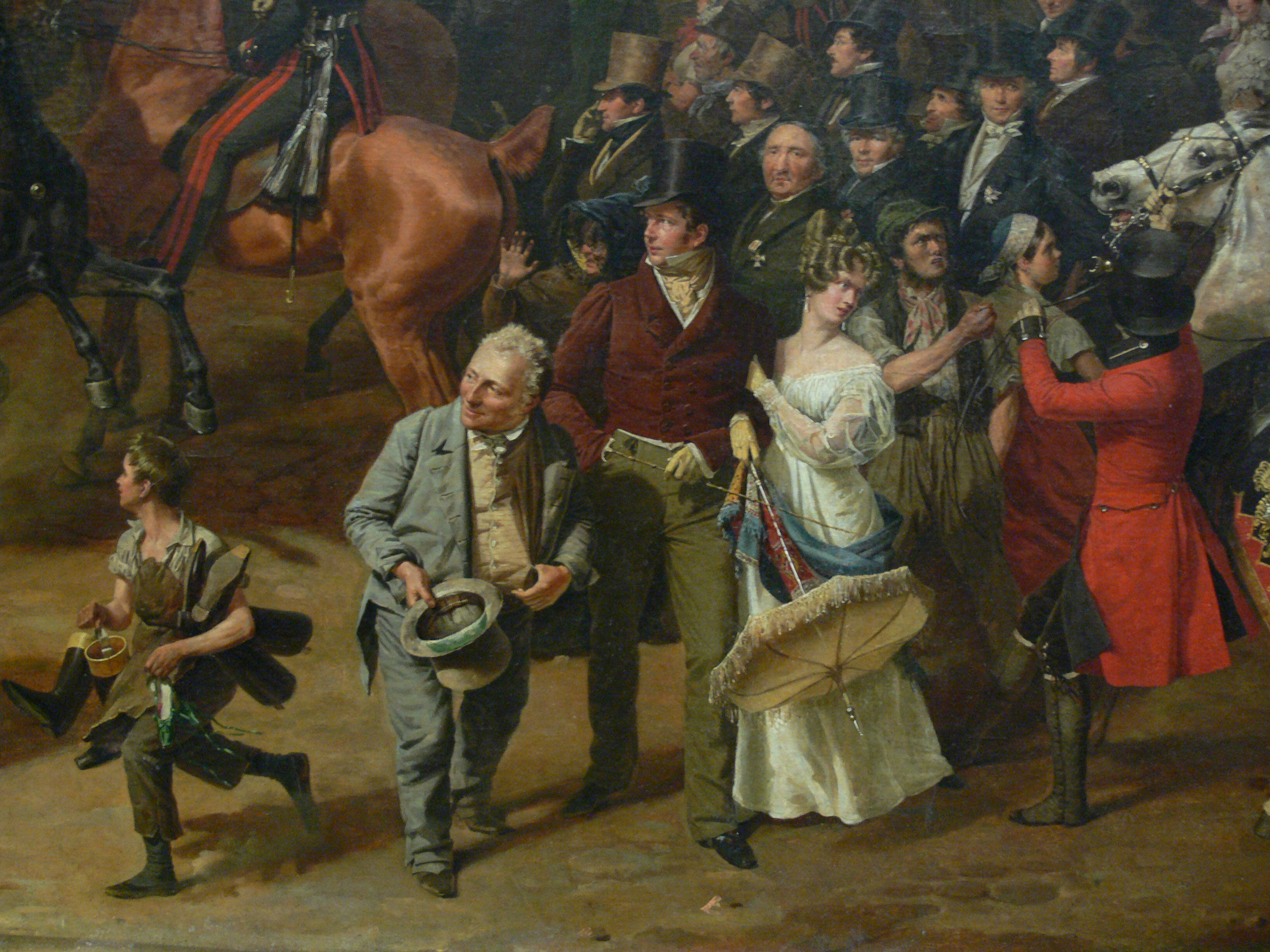
Heinrich Blume und Karoline Bauer, Detail des Gemäldes Parade auf dem Opernplatz von Franz Krüger, Berlin 1829

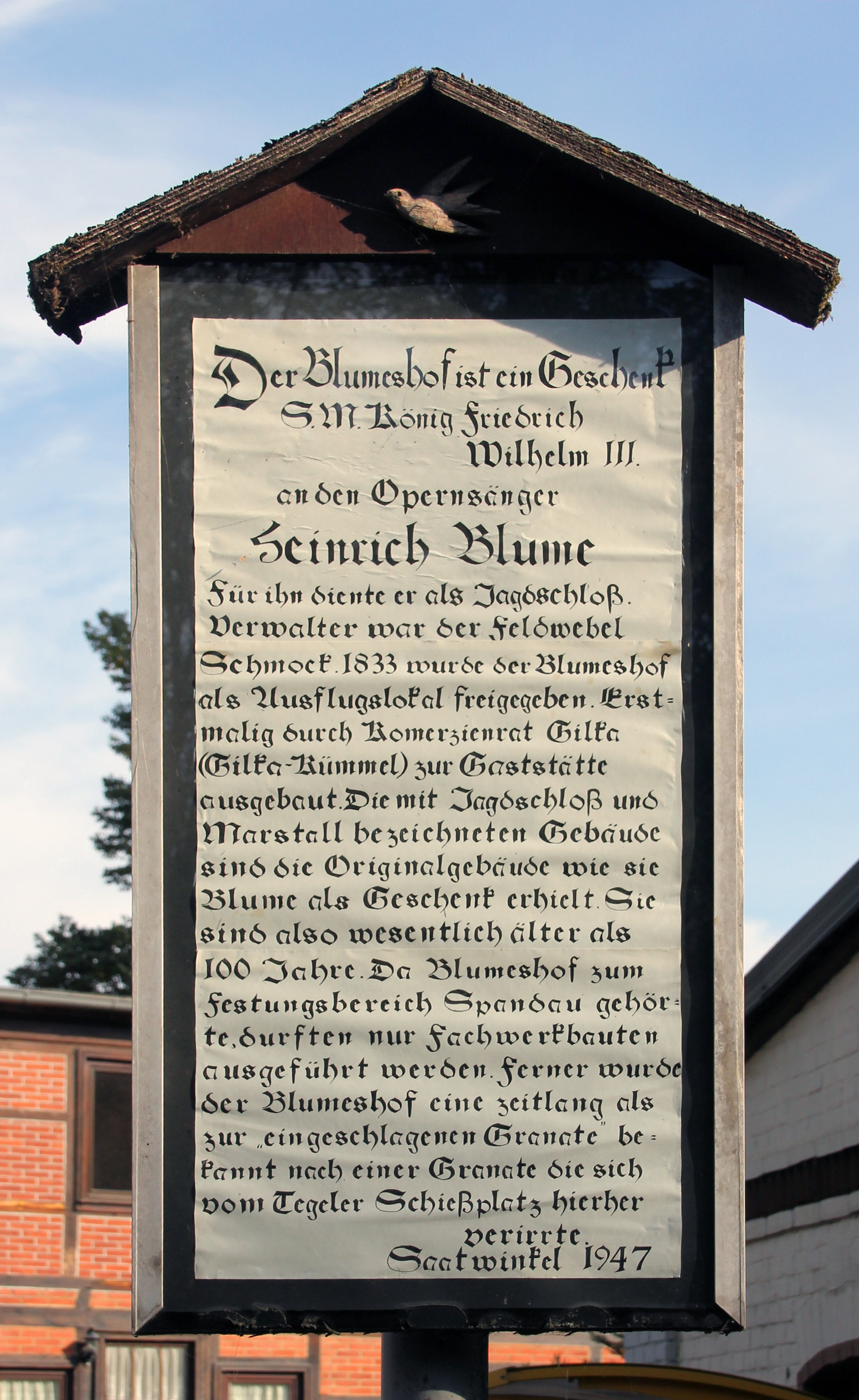
Gedenktafel, Im Saatwinkel 55, in Berlin-Tegel

Heinrich Blume, eigentlich Heinrich Blum (* 25. April 1788 in Berlin; † 2. November 1856 ebenda) war ein deutscher Opernsänger (Bariton) und Schauspieler.

## Leben
Von seiner Familie war Blume für den juristischen Staatsdienst vorgesehen, konnte sich aber mit seinem Berufswunsch am Theater durchsetzen. Er erhielt eine Gesangsausbildung durch den Bassisten des Nationaltheaters Johann Georg Gern und Schauspielunterricht durch August Wilhelm Iffland.
1808 konnte Blume an der Königlichen Hofoper als Sänger debütieren. Seine Zeit dort wurde immer wieder durch Tourneen und Gastspielreisen nach Frankreich, Holland, Großbritannien und das zaristische Russland unterbrochen. Blume bewohnte ein kleines Haus in der Idylle von Valentinswerder, der zweitgrößten Insel im Tegeler See. Bei schlechtem Wetter geschah es häufig, dass sich der Hofschauspieler Blume verspätete. König Friedrich Wilhelm III. konnte Unpünktlichkeit nicht ausstehen und schenkte Blume deshalb den Blumeshof in Saatwinkel mit besserer Verkehrsanbindung, angeblich ein königliches Jagdhaus, wahrscheinlich jedoch handelte es sich nur um ein Grundstück.
Das erste der monumentalen Paradebilder Franz Krügers zeigte Blume im Kreise von Berliner Berühmtheiten aus dem Kulturleben mit der Schauspielerin Karoline Bauer am Arm während der Parade auf dem Opernplatz anlässlich des Besuchs des Großfürsten Nikolaus in Berlin im Jahr 1822.
In den Jahren 1852 bis 1854 wirkte Blume an der Berliner Oper als Regisseur. Anschließend zog sich Blume vom Theater zurück und starb mit 68 Jahren in Berlin.

## Rollen
- Don Giovanni (Don Giovanni, Wolfgang Amadeus Mozart)